# Puchar Łotwy w piłce siatkowej mężczyzn (2021)
Puchar Łotwy w piłce siatkowej mężczyzn 2021 (oficjalnie: Cewood Latvijas kauss vīriešiem 2021) – rozgrywki o siatkarski Puchar Łotwy zorganizowane przez Łotewski Związek Piłki Siatkowej (Latvijas volejbola federācija, LVF). Zainaugurowane zostały 1 grudnia 2021 roku. Brało w nich udział 8 klubów.
Rozgrywki składały się z ćwierćfinałów oraz turnieju finałowego, w ramach którego rozegrano półfinały i finał. We wszystkich rundach rywalizacja toczyła się systemem pucharowym. W ćwierćfinałach o awansie decydował dwumecz, natomiast w półfinałach i finale rozgrywane było jedno spotkanie.
Turniej finałowy odbył się w dniach 18-19 grudnia 2021 roku w Semigalskim Centrum Olimpijskim (Zemgales Olimpiskais centrs) w Jełgawie. Po raz czwarty Puchar Łotwy zdobył SK Jēkabpils Lūši, który w finale pokonał klub RTU Robežsardze/Jūrmala. Najbardziej wartościowymi graczami finału wybrani zostali: Jānis Medenis z SK Jēkabpils Lūši oraz Gatis Slavēns z RTU Robežsardze/Jūrmala.

## System rozgrywek
Puchar Łotwy 2021 składał się z ćwierćfinałów i turnieju finałowego, w ramach którego rozegrano półfinały i finał.
W drodze losowania powstały pary ćwierćfinałowe i utworzona została drabinka turniejowa. We wszystkich rundach zespoły rywalizowały w systemie pucharowym, z tym że w ćwierćfinałach drużyny rozgrywały dwumecze, natomiast w półfinałach i finale rywalizacja toczyła się w formie jednego meczu. Jeżeli w dwumeczu obie drużyny wygrały po jednym spotkaniu, o awansie decydował tzw. złoty set grany do 25 punktów z dwoma punktami przewagi jednego z zespołów.

## Drużyny uczestniczące
| Credit24 Meistarlīga (4 drużyny) | Credit24 Meistarlīga (4 drużyny) |
| -------------------------------- | -------------------------------- |
| VK Biolars Jelgava/MSĢ           | półfinał                         |
| Daugavpils Universitāte/Ezerzeme | półfinał                         |
| SK Jēkabpils Lūši                | zwycięstwo                       |
| RTU Robežsardze/Jūrmala          | finał                            |
| Nacionālā līga (4 drużyny)       |                                  |
| VK Ozolnieki                     | ćwierćfinał                      |
| Rīgas Volejbola skola            | ćwierćfinał                      |
| VK Vecumnieki                    | ćwierćfinał                      |
| VK Ventspils                     | ćwierćfinał                      |

## Drabinka
|  |                                  |                                  |                         |                         |              |   |   |                                  |                                  |           |  |  |       |       |       |
|  | Ćwierćfinały                     | Ćwierćfinały                     | Ćwierćfinały            | Ćwierćfinały            | Ćwierćfinały |   |   | Półfinały                        | Półfinały                        | Półfinały |  |  | Finał | Finał | Finał |
|  | Ćwierćfinały                     | Ćwierćfinały                     | Ćwierćfinały            | Ćwierćfinały            | Ćwierćfinały |   |   | Półfinały                        | Półfinały                        | Półfinały |  |  | Finał | Finał | Finał |
|  |                                  |                                  |                         |                         |              |   |   |                                  |                                  |           |  |  |       |       |       |
|  |                                  |                                  |                         |                         |              |   |   |                                  |                                  |           |  |  |       |       |       |
|  | SK Jēkabpils Lūši                | SK Jēkabpils Lūši                | 3                       | 3                       | 2            |   |   |                                  |                                  |           |  |  |       |       |       |
|  | SK Jēkabpils Lūši                | SK Jēkabpils Lūši                | 3                       | 3                       | 2            |   |   |                                  |                                  |           |  |  |       |       |       |
|  | Rīgas Volejbola skola            | Rīgas Volejbola skola            | 0                       | 0                       | 0            |   |   |                                  |                                  |           |  |  |       |       |       |
|  | Rīgas Volejbola skola            | Rīgas Volejbola skola            | 0                       | 0                       | 0            |   |   | SK Jēkabpils Lūši                | SK Jēkabpils Lūši                | 3         |  |  |       |       |       |
|  |                                  |                                  |                         |                         |              |   |   | SK Jēkabpils Lūši                | SK Jēkabpils Lūši                | 3         |  |  |       |       |       |
|  |                                  |                                  | VK Biolars Jelgava/MSĢ  | VK Biolars Jelgava/MSĢ  | 0            |   |   |                                  |                                  |           |  |  |       |       |       |
|  | VK Biolars Jelgava/MSĢ           | VK Biolars Jelgava/MSĢ           | VK Biolars Jelgava/MSĢ  | VK Biolars Jelgava/MSĢ  | 0            | 2 | 3 | 1 (25)                           |                                  |           |  |  |       |       |       |
|  | VK Biolars Jelgava/MSĢ           | VK Biolars Jelgava/MSĢ           |                         |                         |              |   |   | 1 (25)                           |                                  |           |  |  |       |       |       |
|  | VK Ozolnieki                     | VK Ozolnieki                     | 3                       | 0                       | 1 (14)       |   |   |                                  |                                  |           |  |  |       |       |       |
|  | VK Ozolnieki                     | VK Ozolnieki                     | 3                       | 0                       | 1 (14)       |   |   | SK Jēkabpils Lūši                | SK Jēkabpils Lūši                | 3         |  |  |       |       |       |
|  |                                  |                                  |                         |                         |              |   |   |                                  |                                  |           |  |  |       |       |       |
|  |                                  |                                  | RTU Robežsardze/Jūrmala | RTU Robežsardze/Jūrmala | 2            |   |   |                                  |                                  |           |  |  |       |       |       |
|  | Daugavpils Universitāte/Ezerzeme | Daugavpils Universitāte/Ezerzeme | RTU Robežsardze/Jūrmala | RTU Robežsardze/Jūrmala | 2            | 3 | 3 | 2                                |                                  |           |  |  |       |       |       |
|  | Daugavpils Universitāte/Ezerzeme | Daugavpils Universitāte/Ezerzeme |                         |                         |              |   |   | 2                                |                                  |           |  |  |       |       |       |
|  | VK Vecumnieki                    | VK Vecumnieki                    | 0                       | 1                       | 0            |   |   |                                  |                                  |           |  |  |       |       |       |
|  | VK Vecumnieki                    | VK Vecumnieki                    | 0                       | 1                       | 0            |   |   | Daugavpils Universitāte/Ezerzeme | Daugavpils Universitāte/Ezerzeme | 1         |  |  |       |       |       |
|  |                                  |                                  |                         |                         |              |   |   | Daugavpils Universitāte/Ezerzeme | Daugavpils Universitāte/Ezerzeme | 1         |  |  |       |       |       |
|  |                                  |                                  | RTU Robežsardze/Jūrmala | RTU Robežsardze/Jūrmala | 3            |   |   |                                  |                                  |           |  |  |       |       |       |
|  | RTU Robežsardze/Jūrmala          | RTU Robežsardze/Jūrmala          | RTU Robežsardze/Jūrmala | RTU Robežsardze/Jūrmala | 3            | 3 | 3 | 2                                |                                  |           |  |  |       |       |       |
|  | RTU Robežsardze/Jūrmala          | RTU Robežsardze/Jūrmala          |                         |                         |              |   |   | 2                                |                                  |           |  |  |       |       |       |
|  | VK Ventspils                     | VK Ventspils                     | 1                       | 0                       | 0            |   |   |                                  |                                  |           |  |  |       |       |       |
|  | VK Ventspils                     | VK Ventspils                     | 1                       | 0                       | 0            |   |   |                                  |                                  |           |  |  |       |       |       |

## Rozgrywki

### Ćwierćfinały
|  | SK Jēkabpils Lūši | 2 – 0 | Rīgas Volejbola skola |  |

| 01.12.2021 20:00 (UTC+2) | Rīgas Volejbola skola | 0:3 (17:25, 15:25, 15:25) | SK Jēkabpils Lūši | RVS sporta zāle, Ryga Sędziowie: Iļja Miņins i Rolands Zaļmežs-Grīnvalds |

| 08.12.2021 20:00 (UTC+2) | SK Jēkabpils Lūši | 3:0 (25:14, 25:19, 25:14) | Rīgas Volejbola skola | Jēkabpils sporta nams, Jēkabpils Sędziowie: Ritvars Alksnis i Zigmunds Znotiņš |

|  | VK Biolars Jelgava/MSĢ | 1 – 1 | VK Ozolnieki |  |

| 02.12.2021 20:00 (UTC+2) | VK Ozolnieki | 3:2 (26:24, 25:20, 18:25, 20:25, 15:12) | VK Biolars Jelgava/MSĢ | Ozolnieku sporta skola, Ozolnieki Sędziowie: Arnis Bergmanis i Kaspars Šķepasts |

| 09.12.2021 20:00 (UTC+2) | VK Biolars Jelgava/MSĢ | 3:0 złoty set: 25:14 (25:18, 25:14, 25:21) | VK Ozolnieki | Zemgales Olimpiskais centrs, Jełgawa Sędziowie: Ilgvars Ozoliņš i Arnis Bergmanis |

|  | Daugavpils Universitāte/Ezerzeme | 2 – 0 | VK Vecumnieki |  |

| 02.12.2021 19:00 (UTC+2) | VK Vecumnieki | 0:3 (11:25, 28:30, 23:25) | Daugavpils Universitāte/Ezerzeme | Misas vidusskolas sporta zālē, Misa Sędziowie: Juris Mičs i Māris Plēsnieks |

| 09.12.2021 19:00 (UTC+2) | Daugavpils Universitāte/Ezerzeme | 3:1 (24:26, 25:23, 25:23, 25:13) | VK Vecumnieki | Bērnu un jaunatnes sporta skola, Dyneburg Sędziowie: Nikolajs Čemodanovs i Aleksejs Lazdovskis |

|  | RTU Robežsardze/Jūrmala | 2 – 0 | VK Ventspils |  |

| 01.12.2021 20:00 (UTC+2) | VK Ventspils | 1:3 (22:25, 25:23, 14:25, 18:25) | RTU Robežsardze/Jūrmala | Sporta halle Pārventa, Windawa Sędziowie: Ritvars Alksnis i Nauris Bakanauskaitis |

| 08.12.2021 20:00 (UTC+2) | RTU Robežsardze/Jūrmala | 3:0 (25:15, 25:20, 25:21) | VK Ventspils | Jūrmalas Valsts ģimnāzijas sporta hallē, Jurmała Sędziowie: Valdis Jankovskis i Rolands Zaļmežs-Grīnvalds |

### Turniej finałowy

#### Półfinały
| 18.12.2021 16:30 (UTC+2) | SK Jēkabpils Lūši | 3:0 (25:16, 25:15, 25:14) | VK Biolars Jelgava/MSĢ | Zemgales Olimpiskais centrs, Jełgawa Sędziowie: Iļja Miņins i Arnis Bergmanis |

| 18.12.2021 19:30 (UTC+2) | Daugavpils Universitāte/Ezerzeme | 1:3 (24:26, 22:25, 25:22, 19:25) | RTU Robežsardze/Jūrmala | Zemgales Olimpiskais centrs, Jełgawa Sędziowie: Salvis Kurtišs i Ilgvars Ozoliņš |

#### Finał
| 19.12.2021 21:00 (UTC+2) | SK Jēkabpils Lūši | 3:2 (25:20, 20:25, 16:25, 25:14, 15:13) | RTU Robežsardze/Jūrmala | Zemgales Olimpiskais centrs, Jełgawa Sędziowie: Salvis Kurtiss i Iļja Miņins |